# Gregor Kemper
Gregor Kemper (* 31. Juli 1963) ist ein deutscher Mathematiker.
Kemper studierte Mathematik an der Universität Karlsruhe und an der Universität Heidelberg, wo er 1994 bei Heinrich Matzat promoviert wurde (Das Noethersche Problem und generische Polynome) und sich habilitierte. Seit 2002 ist er ordentlicher Professor für algorithmische Algebra an der Technischen Universität München. 2007 gewann er den Preis für gute Lehre des Freistaates Bayern. Kempers Forschungsgebiete sind insbesondere Invariantentheorie, kommutative Algebra und Darstellungstheorie.

## Schriften
- A Course in Commutative Algebra, Berlin, Heidelberg, New York: Springer-Verlag, 2010.
- mit H. Derksen: Computing invariants of algebraic group actions in arbitrary characteristic., Adv. Math. 2008; 217: 2089–2129.
- mit M. Boutin: On Reconstructing n-Point Configurations from the Distribution of Distances or Areas., Adv. Applied Math. 2004; 32: 709–735.
- A Characterization of Linearly Reductive Groups by their Invariants., Transformation Groups. 2000; 5(1): 85–92.
- On the Cohen-Macaulay Property of Modular Invariant Rings., J. of Algebra. 1999; 215: 330–351.